# Solidarita (Polsko)

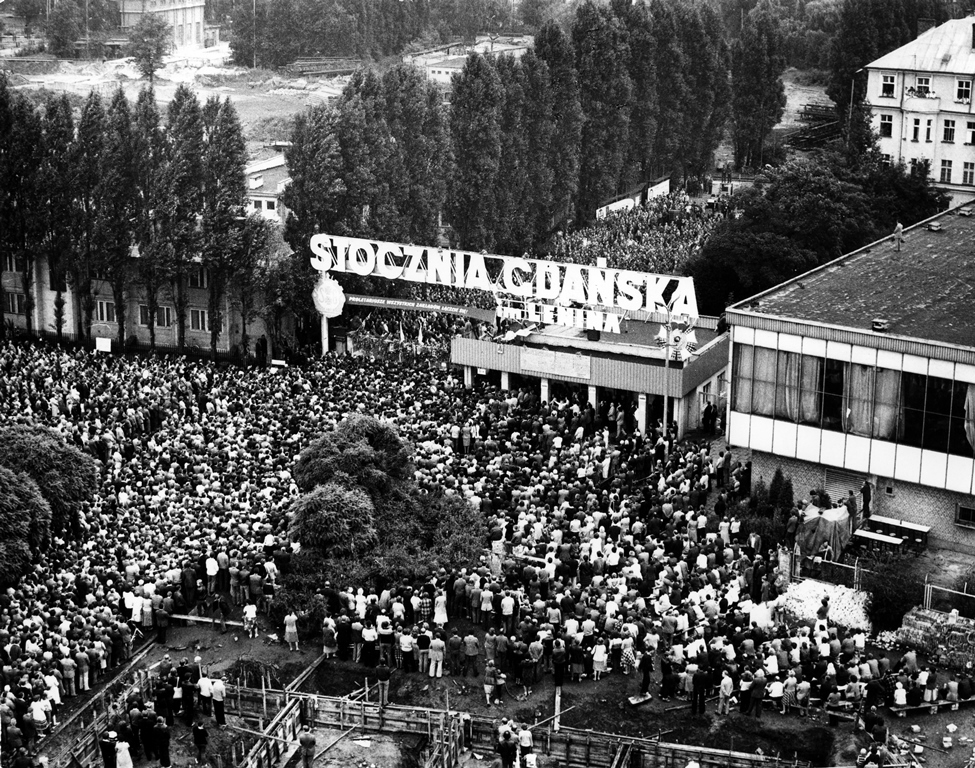
Stávka v loděnicích v srpnu 1980.

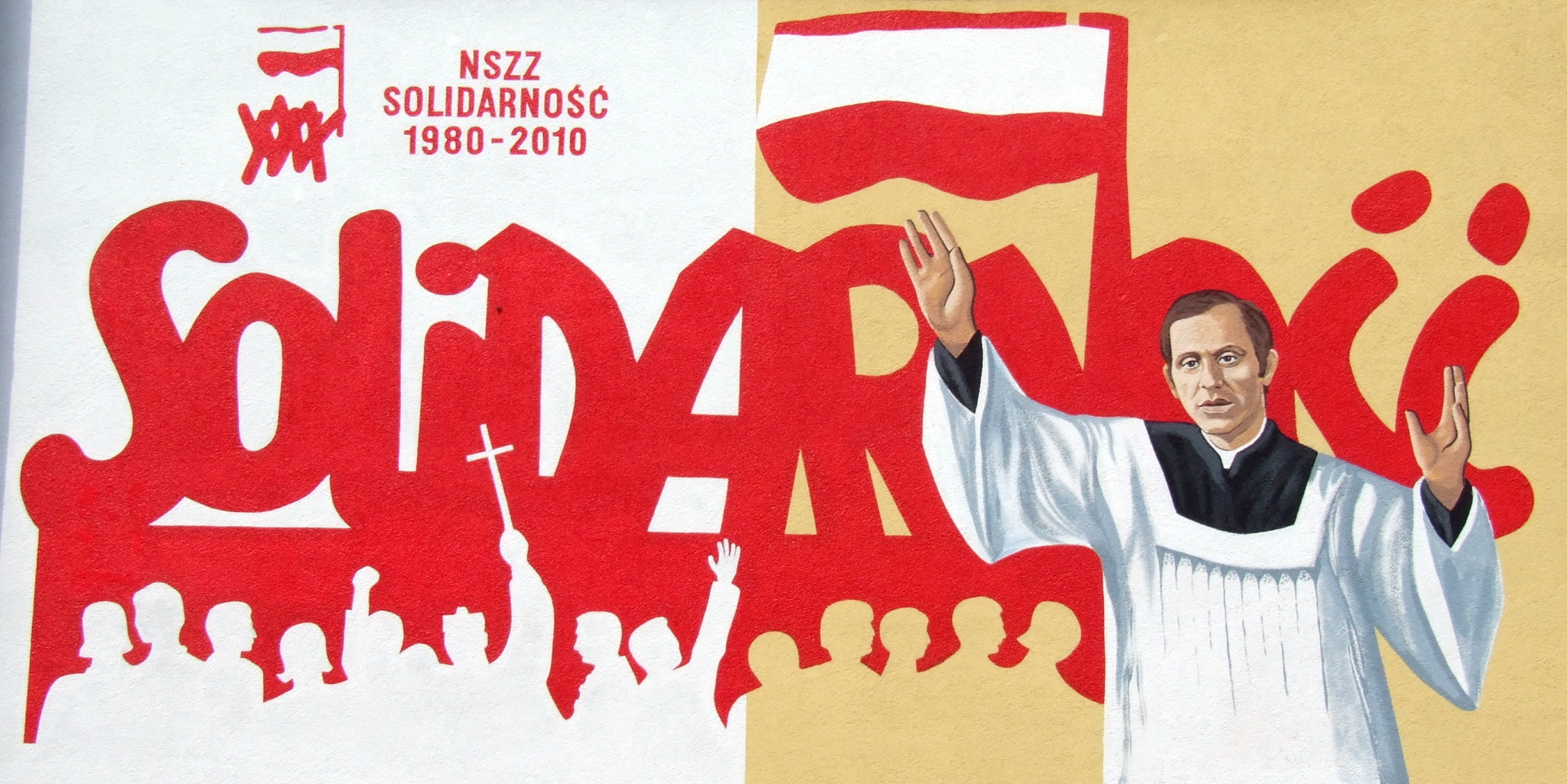
Nástěnná malba k 30. výročí Solidarity, v popředí kněz Jerzy Popiełuszko

Solidarita (polsky Solidarność, Niezależny Samorządny Związek Zawodowy „Solidarność“) vznikla v roce 1980 jako nezávislé samosprávné odbory, ale významu nabyla jako masově podporované společenské hnutí, které se postavilo režimu v tehdy komunistickém Polsku. Spolu s Výborem ochrany dělníků KOR (Komitet Obrony Robotników od roku 1978 Komitet Samoobrony Społecznej KOR, KSS-KOR) založeným 1976 přispěla k pádu socialismu.

## Vznik 1980
V prázdninových měsících roku 1980 proběhla v Polsku vlna stávek, které vyvrcholily v Gdaňských loděnicích (Stocznia Gdańska). Dělníci nyní nevyšli jako v roce 1970 do ulic, zůstávali v podnicích – okupační stávka. Kromě obvyklých odborářských požadavků vyhlásili také politické požadavky: legalizaci nezávislých odborů. Pro komunisty by to znamenalo konec monopolu moci.
Koncem srpna 1980 se vůdčí postavou stal elektrikář Lech Wałęsa a ve spolupráci s odborníky z řad demokratické opozice (Tadeusz Mazowiecki, Bronisław Geremek) byl vypracován seznam požadavků, který kromě ekonomických bodů (zastavit růst cen, zvýšit platy, stavba bytů, lepší pracovní podmínky, delší mateřská dovolená, volné soboty) obsahoval i požadavky politické (nezávislé odbory, právo na stávku, omezení cenzury, přístup různých společenských skupin k hromadným sdělovacím prostředkům, propuštění politických vězňů, obsazovaní funkcí podle kompetence a ne podle příslušnosti ke komunistické straně PZPR).
Odvolávali se na ústavu PLR (Polská lidová republika) a různé mezinárodní dohody, které PLR podepsala, kde byla zakotvena různá práva občanů. Polské úřady kapitulovaly a 31. srpna 1980 podepsali vládní zástupci dohodu se stávkujícími dělníky, kterými PLR přistoupila na požadavky stávkujících dělníků.
Ke konci roku 1980 Solidarita čítala osm a půl miliónu členů. Solidarita vydávala vlastní noviny, čímž prolomila státní monopol na rozšiřování informací. Solidarita však nemohla zajít příliš daleko, protože hrozila intervence Sovětského svazu, jaká proběhla v roce 1968 v Československu.

## Protiúder 1981, válečný stav

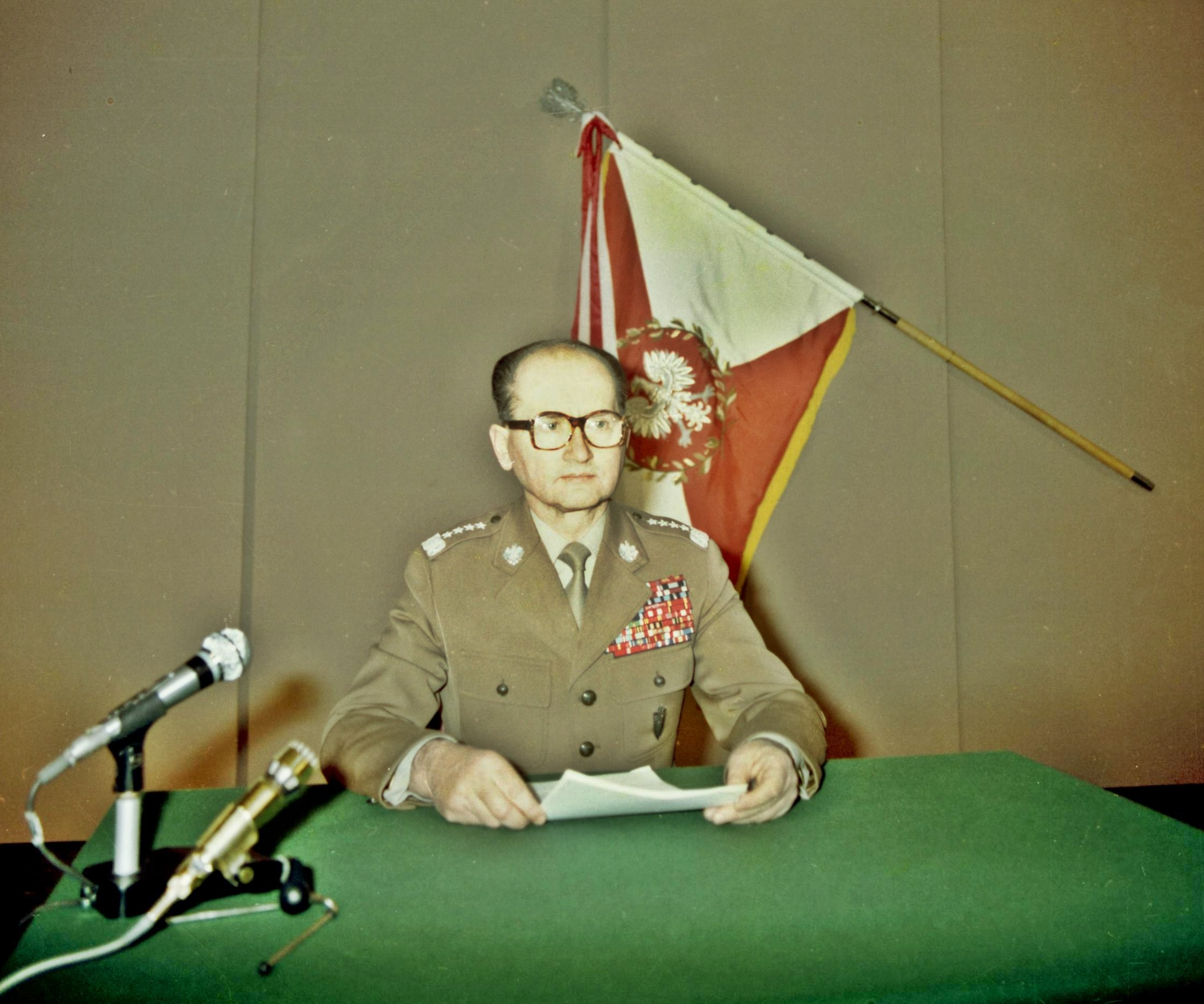
Wojciech Jaruzelski se chystá informovat veřejnost o vyhlášení výjimečného stavu (13. prosince 1981).

Komunisté se však nevzdali a 13. prosince 1981 Wojciech Jaruzelski protizákonně vyhlásil převzetí moci nezákonně ustavenou vojenskou juntou („Vojenská rada národní spásy“, pol. Wojskowa rada ocalenia narodowego, WRON) a jejím jménem pak válečný stav, v Československu skrývaný pod názvem výjimečný stav, případně stanné právo (polsky stan wojenny, podle zákona na obranu země při vnějším ohrožení). WRON (lidově wrona, tj. vrána) převzala veškerou výkonnou moc, vůdci opozice byli pozatýkáni armádou a internováni v internačních táborech a byla přerušena činnost všech společenských organizací včetně odborových svazů. Prokomunistické spolky však brzy získaly souhlas ke své činnosti, kdežto Solidarita byla formálně delegalizována (říjen 1982). Hnutí však nadále pracovalo v podzemí – vydávalo tisk, rozšiřovalo letáky, organizovalo pomoc pro pronásledované.
Koncem 80. let se Solidarita znovu významněji aktivovala, zvláště s postupujícími změnami v Gorbačovově Sovětském svazu.

## Obnovení 1988
Spontánní stávky v loděnicích a továrnách v roce 1988 vedly v únoru 1989 k jednáním u kulatého stolu mezi zástupci opozice a komunistickou vládou. V dubnu 1989 byla po jednáních u kulatého stolu Solidarita znovu povolena.
V polosvobodných volbách v červnu 1989 vyhráli kandidáti Solidarity všechna místa v parlamentu, o která se mohla opozice ucházet (35 %). Další místa (65 %) si ponechala komunistická strana PZPR a její spojenci. Protože komunisté měli prezidenta (Wojciech Jaruzelski), Solidaritě připadlo místo premiéra, kterým se stal Tadeusz Mazowiecki.

## Rozpad
V nových poměrech se vnitřně nesourodá Solidarita postupně rozpadla na četné samostatné organizace odborů i mimo ně.

## Evropské centrum Solidarity
V souvislosti s tímto hnutím bylo v polském Gdaňsku postaveno Evropské centrum Solidarity (Europejskie Centrum Solidarności). Toto rozsáhlé muzeum s knihovnou mapuje polské dějiny od nástupu komunistického režimu až po jeho pád a slouží také jako zázemí pro rozmanité kulturní aktivity v tomto regionu.